# Eugen Kvaternik
Eugen Kvaternik (magyarosan Kvaternik Jenő, Zágráb, 1825. október 31. – Rakovica, 1871. október 11.) horvát politikus, jogász, publicista, író és forradalmár.

## Élete
Zágrábban született, hol atyja Kvaternik József Romuald a nemzeti iskola tanítója volt. Az alsóbb gimnáziumi osztályokat szülőhelyén látogatta: azután atyja Fiumébe küldte, hogy az olasz nyelvet megtanulja. 1840-ben tért vissza Zágrábba, hol a bölcselet elvégzése után 1842-ben Zenggben a papi szemináriumba lépett és teológiát hallgatott. Püspöke, Ožegović Pestre küldte, hogy itt bevégezze teológiai tanulmányait és elnyerje a doktori fokozatot. Kvaternik azonban nem érzett hivatást a papi pályára, és azonnal a jogira tért át. A magyar viszonyok tanulmányozása céljából nevelőnek állt. Komárom vármegyében (Erdőtagyoson – ma Környe – Huszár Imrének nyolc hónapig volt a nevelője), majd Pest vármegyében. 
1847-ben tért vissza hazájába, Horvátországba. Miután jegyzői vizsgát tett, Varasd vármegyében egy szolgabíró mellett szolgált. 1848 márciusában a varasdiak megválasztották azon küldöttség tagjává, mely a horvátoknak a magyarok elleni sérelmeit Bécsbe, a király elé készült vinni. A horvát nemzeti mozgalomban részt kívánt venni, ezért visszatért Zágrábba, s beállott nemzetőrnek; júniusban Jellacsics megbízásából Pozsega vármegyébe ment, hogy a népet fegyverforgatásra bírja; szeptemberben visszatért Zágrábba s az ottani báni tanácsnál szolgált annak feloszlatásáig. Ekkor ügyvédi vizsgát tett és ügyvédeskedett; azonban csak rövid ideig; mert Zágrábból csakhamar távozott Brodba (Brod Moravice) és ott megnősülvén, letelepedett; az új organizáció azonban ügyvédi működését megnehezítette, nem lévén járatos a szükséges törvényismeretekben. Ekkor elkeseredve hagyta el hazáját és Oroszországba vándorolt ki; itt azonban mint nem kapott állami tisztviselői állást levéltárosként, ezért Odesszában a Duna-Gőzhajózási Társaság szolgálatába állott; ez pedig Pestre küldte ágensnek. Itt sem maradt sokáig, hanem Párizsba ment, hol a horvátok érdekében francia röpiratot adott ki az osztrák kormány ellen. Ekkor Svájcba távozott. 

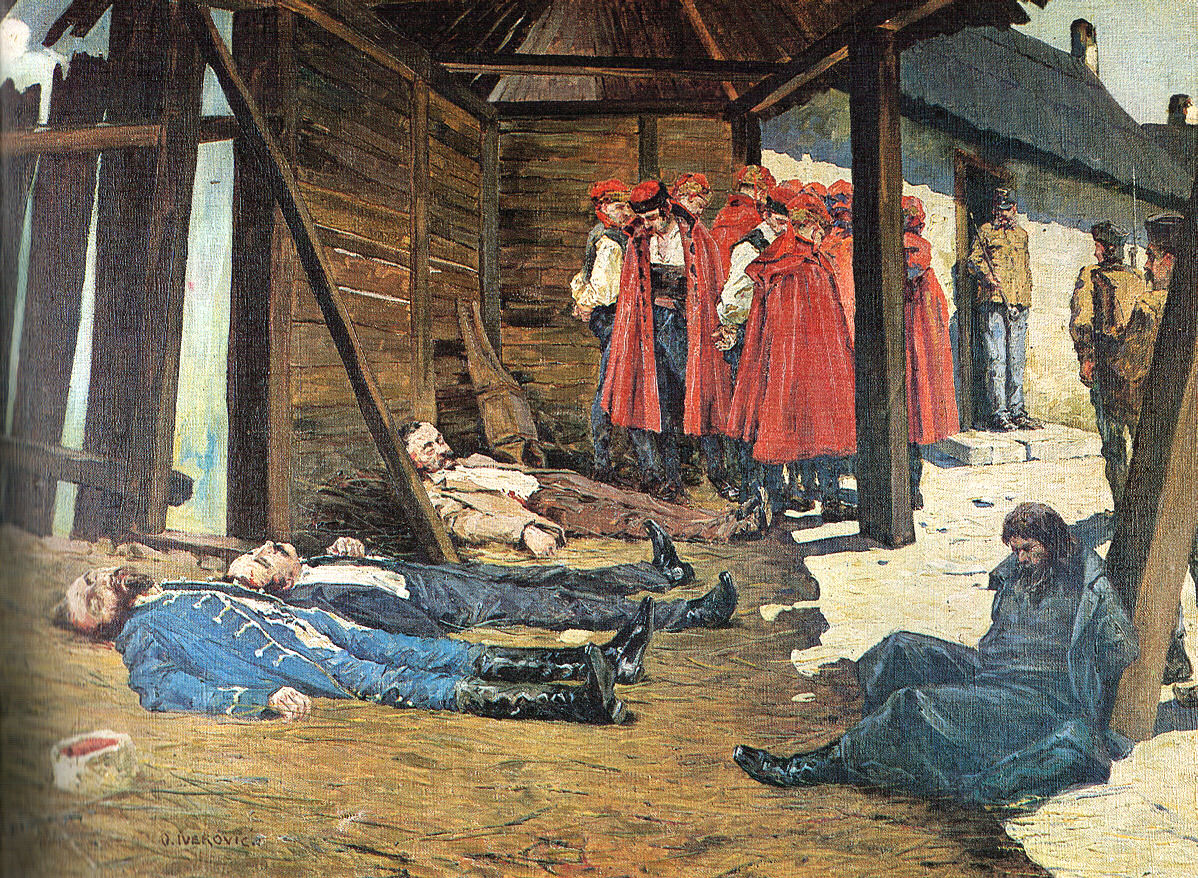
Oton Iveković festménye a rakovicai felkelés leveréséről, melyben Eugen Kvaternik is halálát lelte

Innen 1860. október 20-án tért vissza hazájába, hol folytatta publicisztikai munkásságát. Népszerűsége növekedett; megválasztották a horvát tartománygyűlésbe képviselőnek; midőn azonban Horvátországnak államjogi viszonyát Magyarországhoz és Ausztriához kezdte fejtegetni, ezen fellépéseit túl merésznek találták és híveinek nagy része elpártolt tőle. Ezután visszavonultan élt Zágrábban, míg neve ismét felszínre került azon alkalomból, hogy Rechberg osztrák külügyminiszterhez két iratot intézett, melyekben két horvátot mint hazaárulót föladott, továbbá 200 000 forint jutalomért az Ausztria ellen szőtt orosz és francia titkos államtervek elárulását ígérte; midőn ezért, mint lázítót a horvát törvényszék egy havi fogságra ítélte, orosz útlevél felmutatásával orosz alattvalónak vallotta magát; így menekült meg a fogságtól; azonban az országból kiutasították. 1871-ben Habsburg-ellenes felkelést szított, melynek során meggyilkolták.

## Munkái
1. Das historisch-diplomatische Verhältniss des Königreichs Kroatien zu der ungarischen St. Stephans Krone. Agram, 1860
2. Politicka uvahi na rozcesti Horvatskeho naroda. Uo. 1860 (Politikai megjegyzések Horvátországnak Magyarországtól való különválását illetőleg)
3. Politicka razmatranja na razkrizju hrvatskago naroda. Uo. 1861 (Politikai nézet a horvát nép különválásáról)
4. Was ist die Wahrheit? Eine Erwiederung auf das Szalay'sche Pamphlet, betitelt: "Zur kroatischen Frage." (A horvát kérdéshez) Uo. 1861 Online
5. Govor ... Uo. 1861 (Beszéde a horvát-szlavon tartomány-gyűlésen)
6. Hrvatski Glavnicar. Uo. 1863 (A horvát tőkepénz)